# Hirvijärven tekojärvi
Hirvijärven tekojärvi eller Hirvijärvi är en sjö i Finland. Den ligger i kommunen Seinäjoki i landskapet Södra Österbotten, i den centrala delen av landet, 300 km norr om huvudstaden Helsingfors. Hirvijärven tekojärvi ligger 88,6 meter över havet. Arean är 15,27 kvadratkilometer och strandlinjen är 41,8 kilometer lång. Sjön  ingår i Lappo å huvudavrinningsområde. 

## Öar i Hirvijärven tekojärvi
- Teponsaari (en ö)
- Viitasaari (en ö)
- Kalliosaaret (en ö)